# Liste der Baudenkmäler in Simbach am Inn

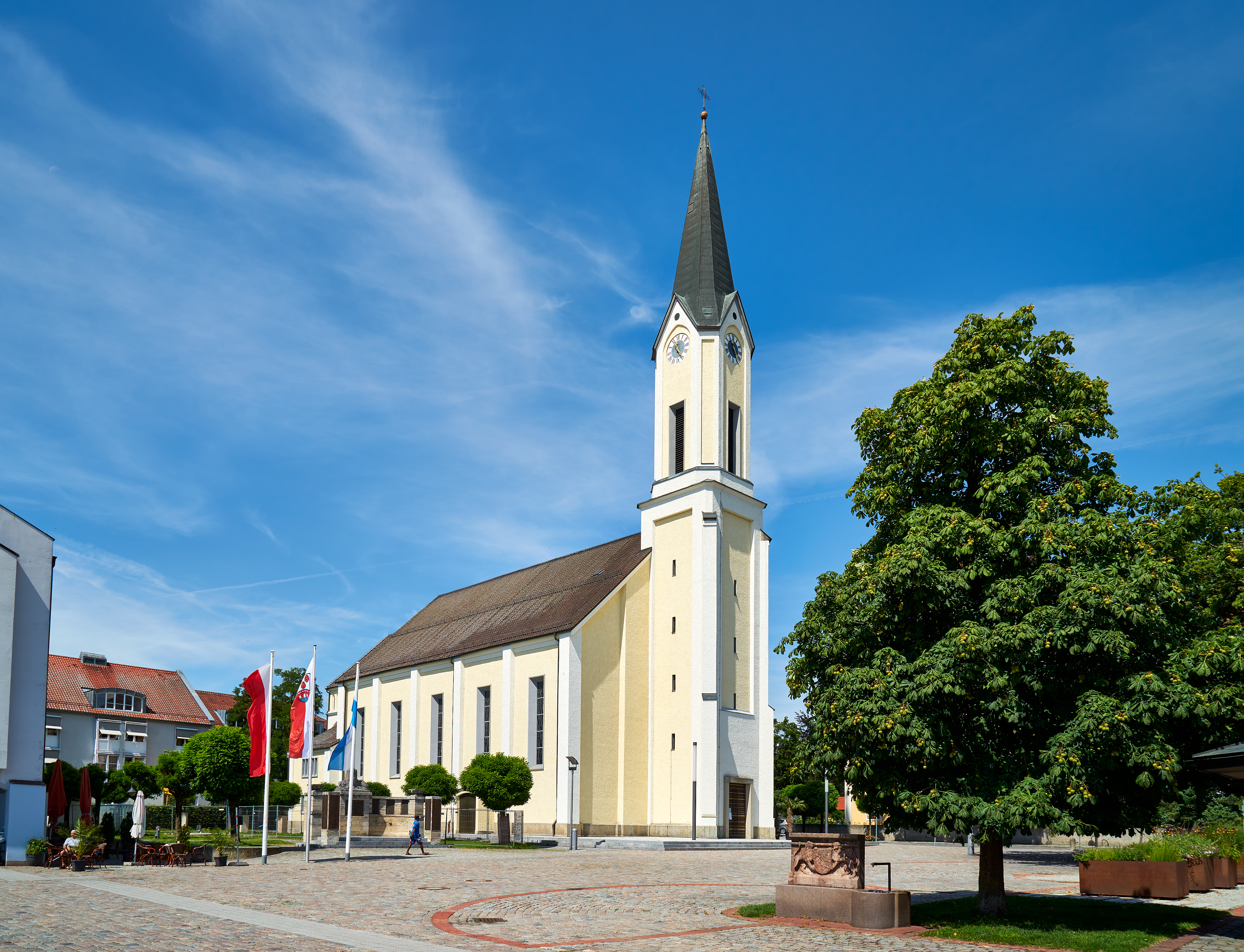
Die katholische Pfarrkirche Sankt Mariä Empfängnis

Auf dieser Seite sind die Baudenkmäler in der niederbayerischen Stadt Simbach am Inn zusammengestellt. Diese Tabelle ist eine Teilliste der Liste der Baudenkmäler in Bayern. Grundlage ist die Bayerische Denkmalliste, die auf Basis des Bayerischen Denkmalschutzgesetzes vom 1. Oktober 1973 erstmals erstellt wurde und seither durch das Bayerische Landesamt für Denkmalpflege geführt wird. Die folgenden Angaben ersetzen nicht die rechtsverbindliche Auskunft der Denkmalschutzbehörde.

## Baudenkmäler nach Ortsteilen

### Simbach
| Lage                                                                 | Objekt                                       | Beschreibung | Akten-Nr.      | Bild                                |
| -------------------------------------------------------------------- | -------------------------------------------- | --- | -------------- | ----------------------------------- |
| Adolf-Kolping-Straße 19 (Standort)                                   | Ehemalige Waggonausbesserungshalle           | Großer Blankziegelbau mit Lisenengliederung und rundbogigen Toreinfahrten, flaches Walmdach mit gebrochenem Neigungswinkel, nach 1871 | D-2-77-145-92  | weitere Bilder                      |
| Nähe Albert-Seidl-Straße (Standort)                                  | Kreuzwegstationen                            | 14 neugotische Gusseisenbildstöcke mit Reliefdarstellungen, farbig gefasst, 1896; von der Dreifaltigkeitskirche in Simbach über Mooseck bis zur Wallfahrtskapelle in Stadleck | D-2-77-128-20  | weitere Bilder                      |
| Bachstraße 7 (Standort)                                              | Wohnhaus, ehemaliges Handwerkerhaus          | Zweigeschossiger Blockbau, 1765 (dendrochronologisch datiert), Erweiterung nach Norden und flach geneigtes Satteldach, um 1830, Abortlaube mit Verbretterung, um 1890/1900 | D-2-77-145-105 | Wohnhaus, ehemaliges Handwerkerhaus |
| Bachstraße 17 (Standort)                                             | Ehemaliges Elektrizitätswerk                 | äußerlich in Form einer zweigeschossigen Neurenaissance-Villa, reich gegliedert in rotem und gelbem Backstein, mit Ziergiebel, erbaut 1900; erdgeschossiges Maschinenhaus, gleichzeitig | D-2-77-145-1   | weitere Bilder                      |
| Bahnhofplatz 1, 2, 3, 4 (Standort)                                   | Bahnhofsgebäude                              | fünfteiliger monumentaler Trakt mit Hauptbau, Verbindungsflügeln und seitlichen Pavillonbauten, drei-, ein- und zweigeschossig, jeweils mit Mezzaningeschossen, neuklassizistisch, 1910; Bahnsteighalle mit Holzkassetten-Dach über Gusseisen-Säulen                                                                | D-2-77-145-3   | weitere Bilder                      |
| Bahnhofplatz 9 (Standort)                                            | Wohnhaus                                     | Großer dreigeschossiger Eckbau mit Mansardwalmdach, in barocken Formen, um 1900; vergleiche Bahnhofplatz 1, 2, 3, 4 | D-2-77-145-4   | Wohnhaus                            |
| Innstraße 1 (Standort)                                               | Wohn- und Geschäftshaus                      | zweigeschossiger Eckbau mit Walmdach, um Mitte 19. Jahrhundert | D-2-77-145-7   | Wohn- und Geschäftshaus             |
| Innstraße 3 (Standort)                                               | Gasthaus                                     | zweigeschossiger Eckbau mit Walmdach, um Mitte 19. Jahrhundert | D-2-77-145-8   | Gasthaus                            |
| Innstraße 14 (Standort)                                              | Rathaus Simbach                              | Zweiflügelbau mit eingestelltem Eckturm, zur Innstraße hoher Schweifgiebel, im barockisierenden Jugendstil, von Peter Danzer, um 1910. | D-2-77-145-10  | weitere Bilder                      |
| Innstraße 16 (Standort)                                              | Apotheke                                     | dreigeschossiger Mansardwalmdachbau auf hohem Sockelgeschoss, mit erdgeschossigem Anbau, 1835 erbaut. | D-2-77-145-11  | Apotheke                            |
| Innstraße 21 (Standort)                                              | Ehemaliges Finanzamt                         | zweigeschossig, mit Mansardwalmdach, Erdgeschoss rustiziert, um 1825/35, erweitert nach Süden und Norden um 1900. | D-2-77-145-12  | weitere Bilder                      |
| Innstraße 30 (Standort)                                              | Villa                                        | zweigeschossiger spätklassizistischer Walmdachbau mit Mittelrisalit, Ende 19. Jahrhundert | D-2-77-145-13  | Villa                               |
| Innstraße 36 (Standort)                                              | Villa                                        | zweigeschossiger, spätklassizistischer Walmdachbau mit Giebelrisalit, Ende 19. Jahrhundert; Einfriedung, Eisenzaun, gleichzeitig. | D-2-77-145-14  | Villa                               |
| Innstraße 65 (Standort)                                              | Ehemaliges Hauptzollamt                      | zweigeschossiger klassizistischer Walmdachbau, 1834. | D-2-77-145-15  | Ehemaliges Hauptzollamt             |
| Kirchenplatz 4 (Standort)                                            | Katholische Pfarrkirche St. Mariä Empfängnis | neugotischer basilikaler Backsteinbau, 1859/63 erbaut von Architekt Leonhard Schmidtner, Landshut; Erweiterung und vereinfachender Umbau zur Saalkirche 1956; mit Ausstattung. | D-2-77-145-16  | weitere Bilder                      |
| Kreuzberger Weg 22 (Standort)                                        | Wohn- und Atelierhaus                        | Versetzt angeordnete, zusammenhängende Baugruppe in leichter Hanglage, ein- und zweigeschossige Massivbauten mit flach geneigten Satteldächern und aufgeglaster Gartenfront, errichtet für den Künstler Josef Karl Nerud, von Franz Ruf, 1956, ergänzt durch zweiten Atelieranbau, von Franz Ruf, 1970; Gartenmauer | D-2-77-145-104 | weitere Bilder                      |
| Kreuzberger Weg 33 (Standort)                                        | Wohnhaus in Fertigteil-Bauweise              | anderthalbgeschossiger Bau im reduzierten Landhausstil, mit hohem Schopfwalmdach und Schleppgauben, Typenentwurf von Richard Riemerschmid; 1923 in Leverkusen-Schlebusch errichtet und dort später unter Denkmalschutz gestellt, 2005 nach Simbach transloziert und rekonstruierend ergänzt                         | D-2-77-145-97  | Wohnhaus in Fertigteil-Bauweise     |
| Lindenstraße 21 a (Standort)                                         | Ehemaliges Bauernhaus                        | breit gelagerter, zweigeschossiger Bau mit flach geneigtem Satteldach, im Kern Anfang 19. Jahrhundert | D-2-77-145-17  | Ehemaliges Bauernhaus               |
| Lindenstraße 44 (Standort)                                           | Bauernhof mit Sägemühle                      | Wohnhaus mit getreppter Front, Schrot und vorstehendem flach geneigtem Satteldach, 1. Drittel 19. Jahrhundert; Wirtschaftsgebäude, rechtwinklig an den Wohnbau angeschlossen, gleichzeitig. | D-2-77-145-18  | Bauernhof mit Sägemühle             |
| Maria-Ward-Straße 16 (Standort)                                      | Institut Marienhöhe                          | schlossartiger Mansarddachbau, dreigeschossig, mit vorspringendem Kapellenbau, barockisierend, um 1910; Einfriedung mit gemauertem Mittelteil um die Einfahrt und Eckpavillon, gleichzeitig. | D-2-77-145-24  | weitere Bilder                      |
| Münchner Straße 2; Münchner Straße 2 a; Münchner Straße 4 (Standort) | Ehemaliges Landgericht                       | Jetzt Vermessungsamt, zweigeschossige klassizistische Anlage im Stil Friedrich v. Gärtners, Hauptgebäude und ehemaliger Gefängnisbau über H-förmigem Grundriss, mit Walmdächern, 1840 erbaut, Umbau 1976; mit Freitreppenanlage                                                                                     | D-2-77-145-19  | weitere Bilder                      |
| Münchner Straße 22, 24, 26, 28, 30 (Standort)                        | Gebäudegruppe                                | Ehemals zum Bahnhof Simbach gehörig; Hauptbau, dreigeschossig mit viergeschossigem Mittelrisalit, roter Backstein, in Formen des Neuklassizismus; östlicher und westlicher Pavillon-Nebenbau, in gleichartiger Gestaltung wie der Hauptbau; um 1900. - Vgl. Bahnhofplatz 1, 2, 3, 4.                                | D-2-77-145-20  | weitere Bilder                      |
| Münchner Straße 36, 38 (Standort)                                    | Doppelhaus                                   | zweigeschossige villenartige Anlage in asymmetrischer Form, östlich mit Neurenaissance-Giebelrisalit und Zierbundwerk, westlich mit Erkerturm und Holzbalkonen, erbaut 1903. | D-2-77-145-21  | Doppelhaus                          |
| Münchner Straße 51 (Standort)                                        | Rottaler Bauernhaus                          | Mit Blockbau-Obergeschoss und Giebelschroten, 18. Jahrhundert | D-2-77-145-22  | Rottaler Bauernhaus                 |
| Passauer Straße 25 (Standort)                                        | Roscher-Villa                                | hochgelegener dreigeschossiger Giebelbau mit vorstehendem Flachsatteldach, roter Backstein, seitlich kleiner Anbau, um 1900; mit Freitreppe bis zur Straße. | D-2-77-145-25  | Roscher-Villa                       |
| Teichstraße 32 (Standort)                                            | Wegkapelle                                   | Sogenannte Mooskapelle, schlichter Satteldachbau mit Gesimsgliederung und Lourdes-Grotte, neuklassizistisch, 1898. | D-2-77-145-95  | weitere Bilder                      |
| Törringstraße 24 (Standort)                                          | Platanenallee                                | In der Alleestraße zwischen den Bahnhofsgebäuden am Bahnhofplatz und an der Münchner Straße, um 1900 | D-2-77-145-6   | weitere Bilder                      |

### Aign
| Lage               | Objekt                              | Beschreibung                                                                               | Akten-Nr.     | Bild                                |
| ------------------ | ----------------------------------- | ------------------------------------------------------------------------------------------ | ------------- | ----------------------------------- |
| Aign 17 (Standort) | Ehemaliges Pfarrhaus von Eggstetten | Massives zweigeschossiges Walmdachhaus, mit profiliertem Trauf- und Gurtgesims, um 1835/45 | D-2-77-145-28 | Ehemaliges Pfarrhaus von Eggstetten |

### Antersdorf
| Lage                     | Objekt    | Beschreibung                                                                             | Akten-Nr.     | Bild      |
| ------------------------ | --------- | ---------------------------------------------------------------------------------------- | ------------- | --------- |
| Antersdorf 25 (Standort) | Bildstock | In Ziegel- und Bruchsteinmauerwerk, mit vergitterter Nische, wohl spätes 19. Jahrhundert | D-2-77-145-99 | Bildstock |

### Bauhof
| Lage                | Objekt                 | Beschreibung                                                                           | Akten-Nr.     | Bild                   |
| ------------------- | ---------------------- | -------------------------------------------------------------------------------------- | ------------- | ---------------------- |
| Bauhof 5 (Standort) | Ehemaliger Stallstadel | Massiv, mit Halbwalmdach und Korbbogen-Tor an der Ostseite, 2. Viertel 19. Jahrhundert | D-2-77-145-33 | Ehemaliger Stallstadel |

### Beigertsham
| Lage                     | Objekt              | Beschreibung                                                                             | Akten-Nr.     | Bild                |
| ------------------------ | ------------------- | ---------------------------------------------------------------------------------------- | ------------- | ------------------- |
| Beigertsham 6 (Standort) | Hofkapelle          | Massivbau mit verputztem Backsteinornament, bezeichnet 1921; mit Ausstattung             | D-2-77-145-32 | Hofkapelle          |
| Beigertsham 6 (Standort) | Zugehörig Südflügel | Zweitenniger verbretterter Stadel mit Traidkasten im Inneren, 1. Drittel 19. Jahrhundert | D-2-77-145-31 | Zugehörig Südflügel |

### Brauching
| Lage                   | Objekt      | Beschreibung                                                                         | Akten-Nr.     | Bild        |
| ---------------------- | ----------- | ------------------------------------------------------------------------------------ | ------------- | ----------- |
| Brauching 3 (Standort) | Einfirsthof | Lang gestreckter Bau mit zweigeschossigem Blockbau am Wohnteil, um 1840, Dach später | D-2-77-145-37 | Einfirsthof |

### Buch
| Lage              | Objekt                         | Beschreibung                                                                                              | Akten-Nr.     | Bild                           |
| ----------------- | ------------------------------ | --- | ------------- | ------------------------------ |
| Buch 3 (Standort) | Bauernhaus eines Vierseithofes | Ehemaliges Wohnstallhaus mit Blockbau-Obergeschoss und flach geneigtem Satteldach, Anfang 19. Jahrhundert | D-2-77-145-38 | Bauernhaus eines Vierseithofes |

### Dattenbach
| Lage                     | Objekt                                      | Beschreibung | Akten-Nr.     | Bild                                        |
| ------------------------ | ------------------------------------------- | --- | ------------- | ------------------------------------------- |
| Dattenbach 4 (Standort)  | Wohnstallhaus des Vierseithofes Steinermann | Mit Blockbau-Obergeschoss, flach geneigtem Satteldach und Giebelschrot, bezeichnet 1846                                               | D-2-77-145-40 | Wohnstallhaus des Vierseithofes Steinermann |
| Dattenbach 11 (Standort) | Wohnstallhaus eines Dreiseithofes           | Rottaler Bauernhaus mit zweigeschossigem Blockbau, Erdgeschoss teilweise ausgemauert, mit flach geneigtem Satteldach, bezeichnet 1792 | D-2-77-145-41 | Wohnstallhaus eines Dreiseithofes           |

### Dienersberg
| Lage                     | Objekt     | Beschreibung                                                                                            | Akten-Nr.     | Bild       |
| ------------------------ | ---------- | --- | ------------- | ---------- |
| Dienersberg 4 (Standort) | Bauernhaus | Wohnstallhaus mit Blockbau-Obergeschoss und erneuertem flach geneigtem Satteldach, Ende 18. Jahrhundert | D-2-77-145-42 | Bauernhaus |

### Dötling
| Lage                                | Objekt                          | Beschreibung | Akten-Nr.     | Bild                    |
| ----------------------------------- | ------------------------------- | --- | ------------- | ----------------------- |
| Dötling 4 (Standort)                | Ostflügel der Hofanlage         | obergeschossiger Doppelkasten, zweimal bezeichnet 1636 im Südflügel zwei erdgeschossige Traidkästen, 1. Hälfte 18. Jahrhundert | D-2-77-145-43 | Ostflügel der Hofanlage |
| Flur Dötling; In Dötling (Standort) | Hölzerner Bildstock mit Laterne | Wohl 18. Jahrhundert; im nordöstlichen Ortsbereich an einer Wegverzweigung.                                                    | D-2-77-145-44 | weitere Bilder          |

### Ebn
| Lage             | Objekt                            | Beschreibung                                                                                      | Akten-Nr.     | Bild                              |
| ---------------- | --------------------------------- | ------------------------------------------------------------------------------------------------- | ------------- | --------------------------------- |
| Ebn 2 (Standort) | Kleinbauernhaus des Dreiseithofes | Seitenflurhaus mit zweigeschossigem Blockbau und flach geneigtem Satteldach, Ende 18. Jahrhundert | D-2-77-145-45 | Kleinbauernhaus des Dreiseithofes |

### Ed bei Eggstetten
| Lage            | Objekt      | Beschreibung | Akten-Nr.     | Bild        |
| --------------- | ----------- | --- | ------------- | ----------- |
| Ed 4 (Standort) | Einfirsthof | Zweigeschossiger Blockbau, Erdgeschoss zum Teil gemauert, Reste eines Giebelschrotes, im Kern um 1700, Firstsäule im Stadel bezeichnet 1788, Anfang 19. Jahrhundert vom Pfarrhof Eggstetten hierher versetzt | D-2-77-145-93 | Einfirsthof |

### Eggstetten
| Lage                     | Objekt                                      | Beschreibung | Akten-Nr.     | Bild                            |
| ------------------------ | ------------------------------------------- | --- | ------------- | ------------------------------- |
| Eggstetten 27 (Standort) | Wohnstallhaus des Dreiseithofes             | Rottaler Bauernhaus mit zweigeschossigem Blockbau, Giebelschroten und flach geneigtem Satteldach, 2. Hälfte 18. Jahrhundert       | D-2-77-145-47 | Wohnstallhaus des Dreiseithofes |
| Eggstetten 36 (Standort) | Ehemaliges Taglöhnerhaus                    | Kleinhaus mit Blockbau-Obergeschoss, Giebelschrot und deutschem Kamin, 1. Hälfte 19. Jahrhundert                                  | D-2-77-145-96 | Ehemaliges Taglöhnerhaus        |
| Eggstetten 46 (Standort) | Katholische Pfarrkirche Hl. Kreuzauffindung | Einschiffiger spätgotischer Bau mit kaum eingezogenem Chor und südseitigem Turm, erbaut 1488; mit Ausstattung; kleiner Anbau 1913 | D-2-77-145-46 | weitere Bilder                  |

### Ellersberg
| Lage                    | Objekt                        | Beschreibung | Akten-Nr.     | Bild                          |
| ----------------------- | ----------------------------- | --- | ------------- | ----------------------------- |
| Ellersberg 4 (Standort) | Zugehörige Remise (Südflügel) | Obergeschoss mit Ständerbohlen-Bundwerk, 2. Viertel 19. Jahrhundert Stallstadel (Westflügel), Obergeschoss mit Ständerbohlen-Bundwerk und Traufschrot, 2. Viertel 19. Jahrhundert | D-2-77-145-49 | Zugehörige Remise (Südflügel) |

### Endsfelden
| Lage                    | Objekt    | Beschreibung | Akten-Nr.     | Bild |
| ----------------------- | --------- | --- | ------------- | ---- |
| Endsfelden 3 (Standort) | Stockhaus | ehemaliges Wohnstallhaus mit Blockbau-Obergeschoss, Ende 18. Jahrhundert, aus Liedlstraß hierher transloziert und 1979 mit erneuertem Erdgeschoss wieder errichtet. | D-2-77-145-50 | BW   |

### Engstall
| Lage                    | Objekt                 | Beschreibung | Akten-Nr.     | Bild                   |
| ----------------------- | ---------------------- | --- | ------------- | ---------------------- |
| Engstall 1 (Standort)   | Ehemaliger Einfirsthof | Mitterstallbau mit zweigeschossigem Blockbau und flach geneigtem Satteldach, 2. Hälfte 18. Jahrhundert                             | D-2-77-145-51 | Ehemaliger Einfirsthof |
| Schellenberg (Standort) | Tiefbrunnen            | Mit gemauertem Rand, ca. 35 m tief, in der Anlage spätmittelalterlich; bezeichnet die Stelle der abgegangenen Einöde Schellenberg. | D-2-77-145-53 | Tiefbrunnen            |

### Erlach
| Lage                           | Objekt                                       | Beschreibung | Akten-Nr.     | Bild                                         |
| ------------------------------ | -------------------------------------------- | --- | ------------- | -------------------------------------------- |
| Passauer Straße 57 (Standort)  | Hauskreuz                                    | Lebensgroßes Kruzifix, barock; am ehemaligen Wirtschaftsteil. | D-2-77-145-54 | Hauskreuz                                    |
| Passauer Straße 88 (Standort)  | Bauernhaus                                   | Ehemaliges Wohnstallhaus, zweigeschossiger Blockbau mit zwei Giebelschroten, im Kern 18. Jahrhundert, Dach nachträglich aufgesteilt | D-2-77-145-55 | Bauernhaus                                   |
| Passauer Straße 92 (Standort)  | Katholische Pfarrkirche Mariä Himmelfahrt    | einschiffiger und spätgotischer Bau mit kaum eingezogenem Chorraum und Westturm, Tuff- und Backstein, begonnen vermutlich von Stephan Krumenauer, 2. Hälfte 15. Jahrhundert, Einwölbung Anfang 16. Jahrhundert vollendet, Turmunterbau noch 13. Jahrhundert, Oberbau mit Helm 1740, Marienkapelle nördlich des Chors, von Adam Wiser, 1709; mit Ausstattung. | D-2-77-145-56 | weitere Bilder                               |
| Passauer Straße 108 (Standort) | Wohnstallhaus eines ehemaligen Vierseithofes | Breit gelagerter Bau mit Giebelschrot und flach geneigtem Satteldach, um 1820/40 östlich quer angefügter Stallstadel mit Bundwerkzone, gleichzeitig | D-2-77-145-57 | Wohnstallhaus eines ehemaligen Vierseithofes |

### Fürkl
| Lage               | Objekt                                       | Beschreibung | Akten-Nr.     | Bild                                         |
| ------------------ | -------------------------------------------- | --- | ------------- | -------------------------------------------- |
| Fürkl 3 (Standort) | Ehemaliges Wohnstallhaus eines Vierseithofes | Rottaler Bauernhaus, zweigeschossiger Blockbau, mit zwei Giebelschroten und flach geneigtem Satteldach, Mitte 18. Jahrhundert | D-2-77-145-59 | Ehemaliges Wohnstallhaus eines Vierseithofes |

### Geigerhäusl
| Lage                     | Objekt              | Beschreibung | Akten-Nr.     | Bild                |
| ------------------------ | ------------------- | --- | ------------- | ------------------- |
| Geigerhäusl 6 (Standort) | Kleiner Einfirsthof | Mit verschindeltem Blockbau-Obergeschoss, Giebelschrot und flach geneigtem Satteldach, 2. Viertel 19. Jahrhundert | D-2-77-145-34 | Kleiner Einfirsthof |

### Gründwürm
| Lage                   | Objekt                         | Beschreibung                                                                                             | Akten-Nr.     | Bild                           |
| ---------------------- | ------------------------------ | --- | ------------- | ------------------------------ |
| Gründwürm 1 (Standort) | Bauernhaus eines Vierseithofes | Mit verschaltem Blockbau-Obergeschoss und flach geneigtem Satteldach, im Kern 1. Drittel 19. Jahrhundert | D-2-77-145-61 | Bauernhaus eines Vierseithofes |

### Gutlersberg
| Lage                     | Objekt                          | Beschreibung                                                                                       | Akten-Nr.     | Bild                            |
| ------------------------ | ------------------------------- | -------------------------------------------------------------------------------------------------- | ------------- | ------------------------------- |
| Gutlersberg 7 (Standort) | Wohnstallhaus des Vierseithofes | Rottaler Bauernhaus mit Blockbau-Obergeschoss und flach geneigtem Satteldach, Ende 18. Jahrhundert | D-2-77-145-62 | Wohnstallhaus des Vierseithofes |

### Irging
| Lage                | Objekt                 | Beschreibung | Akten-Nr.     | Bild                   |
| ------------------- | ---------------------- | --- | ------------- | ---------------------- |
| Irging 4 (Standort) | Ehemaliger Einfirsthof | Zweigeschossiger Blockbau, Erdgeschoss teilweise gemauert, bezeichnet 1782, Dach erneuert | D-2-77-145-94 | Ehemaliger Einfirsthof |
| Irging 8 (Standort) | Wohnstallhaus          | zweigeschossiger Ziegelbau mit Halbwalmdach, um 1830 Ständerbohlenstadel mit Bundwerkteilen und bemaltem Tennentor, bezeichnet 1833 Remise, Obergeschoss mit Ständerbohlen-Bundwerk und Traidkasten, um 1830 | D-2-77-145-65 | Wohnstallhaus          |

### Kirchberg am Inn
| Lage                    | Objekt                                | Beschreibung | Akten-Nr.     | Bild           |
| ----------------------- | ------------------------------------- | --- | ------------- | -------------- |
| Kirchberg 32 (Standort) | Katholische Filialkirche St. Nikolaus | Chor und Westturm, Tuffstein, 2. Hälfte 15. Jahrhundert, quer dazwischen mit größerem Teil nach Norden der einschiffige Kirchenneubau von 1904, geweiht 1907; mit Ausstattung; neugotische Friedhofsmauer in unverputztem Backsteinbau, mit zwei Portalen, um 1900 | D-2-77-145-66 | weitere Bilder |
| Kirchberg 34 (Standort) | Pfarrhof                              | Weiträumige Vierseitanlage; Pfarrhaus, stattlicher zweigeschossiger Bau mit Flachsatteldach, 1698 ff. Remise, verbrettert, entlang der Kirchhofmauer, 2. Hälfte 19. Jahrhundert Stallstadel, gemauert, seitlich davon die Hofeinfahrten, im Kern wohl 17. Jahrhundert, im 19. Jahrhundert erhöht Stadel, zweitennig, verbrettert, 2. Hälfte 19. Jahrhundert Stall, Massivbau, wohl Mitte 19. Jahrhundert | D-2-77-145-67 | Pfarrhof       |

### Kronwitten
| Lage                    | Objekt                                     | Beschreibung | Akten-Nr.     | Bild                                       |
| ----------------------- | ------------------------------------------ | --- | ------------- | ------------------------------------------ |
| Kronwitten 4 (Standort) | Wohnstallhaus (Altbau) eines Vierseithofes | Zweigeschossiger Blockbau, Erdgeschoss teilweise geziegelt, im Kern Ende 18. Jahrhundert, Dach mit Firstrichtung nachträglich gedreht | D-2-77-145-68 | Wohnstallhaus (Altbau) eines Vierseithofes |

### March bei Eggstetten
| Lage                            | Objekt                            | Beschreibung | Akten-Nr.     | Bild                              |
| ------------------------------- | --------------------------------- | --- | ------------- | --------------------------------- |
| March b.Eggstetten 1 (Standort) | Wohnstallhaus eines Vierseithofes | unverputzter Backsteinbau, Obergeschoss teilweise in Blockbau, mit flach geneigtem Satteldach, 2. Viertel 19. Jahrhundert Stallstadel, zum Teil offener Backsteinbau mit Traufschrot, Ständerbohlen-Bundwerk und flach geneigtem Satteldach, gleichzeitig | D-2-77-145-70 | Wohnstallhaus eines Vierseithofes |

### Matzenhof
| Lage                   | Objekt                 | Beschreibung | Akten-Nr.     | Bild                   |
| ---------------------- | ---------------------- | --- | ------------- | ---------------------- |
| Matzenhof 1 (Standort) | Ehemaliger Einfirsthof | Zweigeschossiger Blockbau, Erdgeschoss teilweise gemauert, Erdgeschoss im Kern 2. Hälfte 17. Jahrhundert, Obergeschoss 1. Hälfte 19. Jahrhundert, Dach später | D-2-77-145-71 | Ehemaliger Einfirsthof |

### Niedernzaun
| Lage                     | Objekt      | Beschreibung | Akten-Nr.     | Bild        |
| ------------------------ | ----------- | --- | ------------- | ----------- |
| Niedernzaun 1 (Standort) | Vierseithof | Bauernhaus, zweigeschossiger Satteldachbau in verschaltem Blockbau, teilweise Ziegelmauerwerk, im Kern 2. Hälfte 18. Jahrhundert, umgebaut 1909 Südflügel, Remise, zum Teil in Ständerbohlenbau, Mitte 19. Jahrhundert Stallstadel, zum Teil in offenem Backstein, mit Spitzbogenblenden, 1838 Stadel, Ziegelbau, teilweise verbrettert, 1909 | D-2-77-145-73 | Vierseithof |

### Obereck
| Lage                 | Objekt                   | Beschreibung                                                 | Akten-Nr.     | Bild |
| -------------------- | ------------------------ | ------------------------------------------------------------ | ------------- | ---- |
| Obereck 3 (Standort) | Zugehörig Remise (Hütte) | mit Ständerbohlen-Bundwerk im Obergeschoss, bezeichnet 1859. | D-2-77-145-75 | BW   |

### Oberschwarzenhof
| Lage                          | Objekt                 | Beschreibung                                                                                       | Akten-Nr.     | Bild |
| ----------------------------- | ---------------------- | -------------------------------------------------------------------------------------------------- | ------------- | ---- |
| Oberschwarzenhof 2 (Standort) | Zugehörig Futterkammer | erdgeschossiger Blockbau, Mitte 19. Jahrhundert, integriert im nachträglich erneuerten Westflügel. | D-2-77-145-76 | BW   |

### Oberweinberg
| Lage                      | Objekt        | Beschreibung                                                                                      | Akten-Nr.     | Bild           |
| ------------------------- | ------------- | ------------------------------------------------------------------------------------------------- | ------------- | -------------- |
| Oberweinberg 4 (Standort) | Wohnstallhaus | Zweigeschossiger Blockbau, mit Giebelschrot und flach geneigtem Satteldach, Mitte 18. Jahrhundert | D-2-77-145-77 | weitere Bilder |

### Pichler
| Lage                 | Objekt                 | Beschreibung | Akten-Nr.     | Bild                   |
| -------------------- | ---------------------- | --- | ------------- | ---------------------- |
| Pichler 1 (Standort) | Stattliches Bauernhaus | Ehemals Bauernhaus des sogenannten Pichlerhofs, stattlicher Massivbau mit flach geneigtem Satteldach und Übersattel, 2. Viertel 19. Jahrhundert, im Kern älter ehemaliger Pferdestall, zweigeschossiger Blankziegelbau mit Halbwalmdach, um 1850 ehemalige Remise mit Stall und Speicher, zweigeschossiger Holzbau mit flach geneigtem Satteldach, 19. Jahrhundert ehemaliges Back- und Austragshaus, kleiner zweigeschossiger Massivbau mit Satteldach, 19./frühes 20. Jahrhundert | D-2-77-145-78 | Stattliches Bauernhaus |

### Pranzmühle
| Lage                    | Objekt                     | Beschreibung | Akten-Nr.     | Bild                       |
| ----------------------- | -------------------------- | --- | ------------- | -------------------------- |
| Pranzmühle 1 (Standort) | Einfirsthof, ehemals Mühle | Erdgeschoss massiv, Obergeschoss als Blockbau und Holzständerkonstruktion, im Kern 2. Hälfte 16. Jahrhundert (dendro.dat.), An- und Umbauten zwischen 1800 und 1823 (dendro.dat.) und 2. Hälfte 19. Jahrhundert | D-2-77-145-63 | Einfirsthof, ehemals Mühle |

### Satzenberg
| Lage                    | Objekt                   | Beschreibung                                                                        | Akten-Nr.     | Bild                     |
| ----------------------- | ------------------------ | ----------------------------------------------------------------------------------- | ------------- | ------------------------ |
| Satzenberg 6 (Standort) | Ehemaliges Wohnstallhaus | Wohnteil als zweigeschossiger Blockbau, im Kern Ende 18. Jahrhundert, Dach erneuert | D-2-77-145-29 | Ehemaliges Wohnstallhaus |

### Steining
| Lage                  | Objekt                        | Beschreibung                                                                                             | Akten-Nr.     | Bild                          |
| --------------------- | ----------------------------- | --- | ------------- | ----------------------------- |
| Steining 1 (Standort) | Zugehörig Westflügel (Remise) | Ständerbohlenbau mit ausgemauertem Erdgeschoss und flach geneigtem Satteldach, 1. Hälfte 19. Jahrhundert | D-2-77-145-81 | Zugehörig Westflügel (Remise) |

### Unterdorfner
| Lage                      | Objekt                       | Beschreibung                                                                                                | Akten-Nr.     | Bild                         |
| ------------------------- | ---------------------------- | --- | ------------- | ---------------------------- |
| Unterdorfner 2 (Standort) | Bauernhaus des Vierseithofes | Zum Teil zweigeschossiger Blockbau, mit zwei Giebelschroten und flach geneigtem Satteldach, bezeichnet 1776 | D-2-77-145-74 | Bauernhaus des Vierseithofes |

### Wenigstraß
| Lage                    | Objekt                | Beschreibung                                                      | Akten-Nr.     | Bild                  |
| ----------------------- | --------------------- | ----------------------------------------------------------------- | ------------- | --------------------- |
| Wenigstraß 2 (Standort) | Zugehöriger Ostflügel | Ziegelbau mit Traidkasten und Bundwerkwand, Mitte 19. Jahrhundert | D-2-77-145-83 | Zugehöriger Ostflügel |

### Wies
| Lage               | Objekt      | Beschreibung | Akten-Nr.     | Bild        |
| ------------------ | ----------- | --- | ------------- | ----------- |
| Wies 32 (Standort) | Einfirsthof | Mittertennhaus mit flach geneigtem Satteldach, Wohnteil zweigeschossiger Blockbau, bezeichnet 1705, mit Resten von Bemalung an den Pfettenköpfen und den Stützen des zweiseitig umlaufenden Schrotes | D-2-77-145-84 | Einfirsthof |

### Wieser
| Lage                | Objekt            | Beschreibung                                                                                     | Akten-Nr.     | Bild              |
| ------------------- | ----------------- | ------------------------------------------------------------------------------------------------ | ------------- | ----------------- |
| Wieser 1 (Standort) | Zugehörige Remise | Ständerbohlenbau mit gemauertem Stall und Traidkasten im Obergeschoss, 1. Hälfte 19. Jahrhundert | D-2-77-145-85 | Zugehörige Remise |

### Wiesing
| Lage                  | Objekt          | Beschreibung | Akten-Nr.     | Bild            |
| --------------------- | --------------- | --- | ------------- | --------------- |
| In Wiesing (Standort) | Kleinbauernhaus | Mittertennhaus mit geziegeltem Erdgeschoss, verschaltem Blockbau-Obergeschoss und flach geneigtem Satteldach, im Kern 2. Hälfte 17. Jahrhundert, 1860 erneuert | D-2-77-145-86 | Kleinbauernhaus |

### Winklham
| Lage                   | Objekt                       | Beschreibung | Akten-Nr.     | Bild                         |
| ---------------------- | ---------------------------- | --- | ------------- | ---------------------------- |
| Winklham 1 (Standort)  | Bauernhaus des Vierseithofes | Einfirsthaus, zum Teil zweigeschossiger Blockbau, im Kern 18. Jahrhundert, Dach später Stallstadel, Erdgeschoss in Bruchstein- und Ziegelmauerwerk, Bundwerk-Obergeschoss, Mitte 19. Jahrhundert | D-2-77-145-88 | Bauernhaus des Vierseithofes |
| Winklham 14 (Standort) | Stadel                       | Kleiner Satteldachbau mit aufwändigem Gitterbundwerk und Traufschrot, Anfang 19. Jahrhundert | D-2-77-145-89 | Stadel                       |
| Winklham 20 (Standort) | Remise                       | Ständerbohlenbau mit Traufschrot und Getreidekasten im Bundwerk-Obergeschoss, 1. Drittel 19. Jahrhundert                                                                                         | D-2-77-145-91 | Remise                       |

## Ehemalige Baudenkmäler
In diesem Abschnitt sind Objekte aufgeführt, die früher einmal in der Denkmalliste eingetragen waren, jetzt aber nicht mehr. Objekte, die in anderem Zusammenhang – also z. B. als Teil eines Baudenkmals – weiter eingetragen sind, sollen hier nicht aufgeführt werden. Aktennummern in diesem Abschnitt sind ehemalige, jetzt nicht mehr gültige Aktennummern.

| Lage                     | Objekt                                         | Beschreibung               | Akten-Nr.     | Bild |
| ------------------------ | ---------------------------------------------- | -------------------------- | ------------- | ---- |
| Eggstetten 30 (Standort) | Zugehörig kleiner Ständerbohlen-Bundwerkstadel | 1. Drittel 19. Jahrhundert | D-2-77-145-48 | BW   |

## Abgegangene Baudenkmäler
In diesem Abschnitt sind Objekte aufgeführt, die früher einmal in der Denkmalliste eingetragen waren, jetzt aber nicht mehr existieren, z. B. weil sie abgebrochen wurden. Aktennummern in diesem Abschnitt sind ehemalige, jetzt nicht mehr gültige Aktennummern.

| Lage                                | Objekt                         | Beschreibung | Akten-Nr.     | Bild                           |
| ----------------------------------- | ------------------------------ | --- | ------------- | ------------------------------ |
| Hötzl Hötzl 16 (Standort)           | Einfirsthof                    | Lang gestrecktes Wohnstallhaus mit Blockbau-Obergeschoss und flach geneigtem Satteldach, zum Teil verbrettert, Mitte 19. Jahrhundert                                                                                   | D-2-77-145-64 | Einfirsthof                    |
| Mooseck Moosecker Straße (Standort) | Bauernhaus eines Dreiseithofes | Zweigeschossiger Blockbau, Erdgeschoss teilweise geziegelt, mit Giebelschrot, im Kern 2. Hälfte 18. Jahrhundert, Dach später. abgebrochen (Ortseinsicht am 3. Oktober 2020), im Bayerischen Denkmal-Atlas noch geführt | D-2-77-145-72 | Bauernhaus eines Dreiseithofes |